# مؤسسه‌های پزشکی در ایران
موسسات و سازمان‌های پزشکی در ایران امورات مختلف در ارتباط با سلامت جامعه را در ایران تنظیم و اجرا می‌کنند.

## وزارت بهداشت درمان و آموزش پزشکی
در ایران تدوین و ارائه سیاست‌ها، تعیین خط مشی‌ها و برنامه‌ریزی برای فعالیت‌های مربوط به تربیت نیروی انسانی گروه پزشکی، پژوهشی، خدمات بهداشتی- درمانی، دارویی، بهزیستی و تأمین اجتماعی بر عهده وزارت بهداشت است. همچنین این وزارتخانه ایجاد نظام هماهنگ بهداشت، درمان و آموزش پزشکی و گسترش شبکه تلفیقی بهداشت و درمان را بر عهده دارد. تعیین رشته‌ها و مقاطع تحصیلی مورد نیاز ایران و اجرای برنامه‌های تربیت نیروی انسانی گروه پزشکی از دیگر وظایف قانونی این وزارتخانه است.
وزارت بهداشت همچنین به انجام تحقیقات بنیادی و کاربردی در رشته‌های پزشکی و زمینه‌های بهداشتی و درمانی و نیز ایجاد و گسترش مؤسسات و واحدهای پژوهش پزشکی و نظارت بر پژوهش‌ها و هماهنگ ساختن برنامه‌های مؤسسات تحقیقات پزشکی می‌پردازد. این وزارتخانه وظیفه فراهم نمودن تسهیلات لازم برای برخورداری همگان از خدمات درمانی در حدود امکانات از طریق ایجاد و گسترش مراکز درمانی دولتی و بهبود استاندارد آنها و استفاده از همکاری مؤسسات خیریه و بخش خصوصی و انواع بیمه‌های درمانی را برعهده دارد. وزرات بهداشت همچنین مرجع تعیین و اعلام استانداردهای مربوط به خدمات بهداشتی، درمانی، بهزیستی، داروئی مواد داروئی، خوراکی، آشامیدنی، بهداشتی، آرایشی و آزمایشگاهی، تجهیزات و ملزومات و مواد مصرفی پزشکی و توانبخشی و بهداشت کلیه مؤسسات و واحدهای خدماتی- تولیدی مربوط به خدمات و مواد مذکور است.
با وجود تعیین این اهداف قانونی برای این وزارتخانه هنوز وزارت بهداشت به بسیاری از اهداف قانونی خود دست نیافته است. مشکلاتی همچون نامعین بودن میزان دقیق پوشش خدمات درمانی در کشور، بی‌عدالتی در پرداخت تعهدات، عدم شفافیت جریانات مالی، هدفمندنبودن یارانه‌های درمانی، عدم پوشش یا پوشش ناکافی خدمات حتی در مورد کسانی که بیمه درمانی دارند، تعرفه غیرواقعی و پرداخت‌های زیرمیزی، اجباری نبودن عضویت در بیمه‌های درمانی و موارد دیگری در پوشش خدمات پزشکی در ایران به چشم می‌خورد. از طرفی سیستم ارجاع و طرح پزشک خانواده که می‌توانست سر وسامانی به پزشکی و درمان در ایران دهد کماکان درگیر مشکلات فراوان در اجرا و بودجه دهی است

## سازمان نظام پزشکی ایران
این سازمان قدیمی‌ترین و بزرگترین سازمان مردم‌نهاد در ایران است که در سال ۱۳۳۵ تأسیس شد. عضویت در این سازمان که از پزشکان و سایر متخصصین علوم پزشکی تشکیل شده است برای شاغلین در این زمینه‌ها اجباری است. سازمان نظام پزشکی تعیین تعرفه خدمات تشخیصی درمانی در بخش خصوصی، صدور پروانه مطب شاغلین بخش خصوصی، رسیدگی انتظامی به تخلفات حرفه‌ای شاغلین حرف پزشکی از طریق هیئت‌های انتظامی، ثبت نام و صدور گواهی عضویت، تعیین ضوابط و نظارت بر تبلیغات پزشکی، ارائه خدمات رفاهی به اعضای سازمان مانند واحد وام، توزیع نشان طرح ترافیک و ارائه خدمات بیمه‌ای مختلف، مشارکت در تعیین مالیات بر درآمد شاغلین بخش خصوصی و اعزام نماینده به هیئت‌های حل اختلاف مالیاتی، معرفی نماینده در شورای عالی بیمه و شورای عالی آموزش پزشکی، تعیین شرح وظایف شاغلین حرف پزشکی، برگزاری برنامه‌های بازآموزی و آموزشی، انتشار نشریه سازمان و غیره را برعهده دارد.

## سایر سازمان‌های مردم‌نهاد

### سازمان پزشکی قانونی ایران
پزشکی قانونی به شکل نوین آن در ایران توسط دکتر عبدالرحیم فیلسوف از مؤسسان دادگستری و پزشک قانونی تهران تا سال ۱۳۰۵، به صورت اداره‌ای وابسته به وزارت دادگستری صورت گرفت. در سال ۱۳۷۲ با تصویب مجلس شورای اسلامی، سازمان پزشکی قانونی کشور به عنوان سازمانی مستقل تأسیس شد. فعالیت‌های اصلی سازمان پزشکی قانونی کشور عبارتند از: انجام امور پزشکی و کارشناسی‌های بالینی، انجام امور تشخیصی و آزمایشگاهی، پاسخ به استعلام مراکز ونهادهای دولتی، فعالیت‌های آموزشی از جمله آموزش دستیاران تخصصی، دانشجویان پزشکی، مامایی، حقوق و نیروی انتظامی و برخی فعالیت‌های علمی پژوهشی.
دکتر عبدالرحیم فیلسوف از نوادگان عالم آخوند ملا اسماعیل پزدی معروف به عقدائی و برادر کوچک میرزا عبدالکریم معتمد الحکما از مؤسسین دارالفنون و عموی آقایان دکتر محمود معتمد استاد دانشگاه و دکتر معتمد و دکترحسین معتمد؛ و پدر دکترنصرت الله فیلسوف می‌باشددکتر حسین معتمد فرزند میرزا عبدالکریم معتمد الحکماست که در سال ۱۳۱۰ قمری مطابق با ۱۲۷۲ شمسی در تهران به دنیا آمد. وی پس از خواندن دروس مقدماتی نزد پدر و دیگر اساتید وقت در سالهای بعد از مشروطیت وارد بخش طب مدرسه دارالفنون شده پس از اتمام تحصیلات طب، در حدود سال ۱۳۳۰ قمری به طور رسمی علاوه بر …
دکتر محمود نجم‌آبادی که خود نوه یکی از روسنفکرترین روحانیون تاریخ مشروطیت ایران محسوب می‌شد، نوه عمه دکتر عبدالرحیم فیلسوف می‌باشد
و از کودکی خویش با موضوعات تاریخی در خانواده اش عجین بود، از نخستین سالهای تحصیل خویش در رشته طب به تاریخ پزشکی ایران علاقه‌مند شد و تحقیق و تألیف در این ارتباط را در تمام سالهای طبابت خویش ادامه داد. دکتر نجم‌آبادی بخصوص تحقیقاتی کم‌نظیر و منحصربفرد دربارهٔ دو پزشک نامدار ایران، یعنی ابن سینا و زکریای رازی به انجام رسانید، طوریکه علاوه بر تالیفات متعدد در این ارتباط در اکثر کنگره‌های ملی و بین‌المللی دربارهٔ ابن‌سینا و رازی سخنرانی داشت.
وی از جوانی خویش و برای سالها عضو و سپس نایب رئیس انجمن بین‌المللی تاریخ طب در پاریس بود. وی به زبان‌های آلمانی، فرانسوی و عربی تسلط داشت و تحقیقاتی در زمینهٔ تاریخ طب و طب سنتی انجام داد و آثاری در این زمینه نوشت. او همچنین ماهنامهٔ «جهان پزشکی» را تأسیس و منتشر نمود.
استاد دکتر محمود نجم‌آبادی با بیش از پنجاه سال کار تحقیق و تألیف توانسته‌است در این راه قدمهای مؤثری بردارد و خدمات گرانسنگی عرضه نماید.